# Kolga, Estland
Kolga (tyska: Kolk) är en småköping i Harjumaa i norra Estland. Orten ligger i Kuusalu kommun. Kolga hade 450 invånare vid folkräkningen år 2021, på en yta av 21,63 km².
Orten har uppstått runt godset Kolk. I en byggnad vid herrgården finns Kolga museum, som är ett lokalhistoriskt museum för Kuusalu kommun.